# Louis Loyzeau de Grandmaison

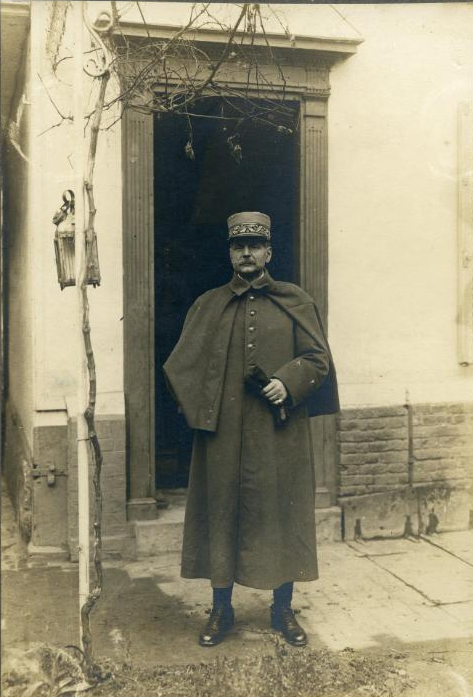
Louis Loyzeau de Grandmaison

François-Jules-Louis Loyzeau de Grandmaison (auch Loyseau geschrieben; * 21. Januar 1861 in Le Mans; † 18. Februar 1915 bei Soissons) war ein französischer Offizier, zuletzt Général de division im Ersten Weltkrieg, und Militärtheoretiker. Sein Name wird häufig mit der Militärdoktrin der offensive à outrance (dt. „Offensive bis zum Äußersten“) in Verbindung gebracht.

## Leben
Loyzeau de Grandmaison stammte aus einer alten französischen Bürgersfamilie. Er besuchte von 1881 bis 1883 die Militärschule Saint-Cyr und wurde danach als Sous-Lieutenant dem in Rouen stationierten 20e bataillon de chasseurs à pied zugeteilt. Um 1892 kam er als Capitaine zum 1er régiment étranger in Sidi bel Abbès in Französisch-Nordafrika. Nach Tonkin detachiert, befehligte er dort von 1894 bis 1895 die Region Đồng Đăng an der chinesischen Grenze. Im folgenden Jahr kam er zum 131e régiment d'infanterie in Orléans und wurde im selben Jahr als Ritter in die Ehrenlegion aufgenommen. 1898 wurde er zur École supérieure de guerre zugelassen, wo er unter anderem bei Ferdinand Foch studierte, und wurde 1900 Bataillonskommandeur.
1906 in den Generalstab des Heeres berufen, wurde er im Oktober 1908 Chef des 3e bureau des Kriegsministeriums, zuständig für Operationen. In dieser Funktion hielt er im Frühjahr 1911 zwei Vorträge an der École de guerre über Militärdoktrin, die seinen Ruf als Vordenker der offensive à outrance begründeten. Mit ihnen beförderte er auch eine „Rebellion der Jungtürken“ in der französischen Militärführung gegen die eher defensiven Pläne des damaligen Oberbefehlshabers Victor-Constant Michel, die schließlich zu dessen Ablösung durch General Joffre führte.
1911 wurde Grandmaison als Oberst Kommandeur des 153e régiment d'infanterie in Toul, eines der Regimenter, die für die unmittelbare Verteidigung der Grenze zu Deutschland vorgesehen waren. Zu Beginn des Weltkrieges wurde Grandmaison in der Schlacht in Lothringen bei Morhange schwer verwundet. Im Oktober 1914 wurde er zum Kommandeur der 53. Division ernannt und zum Brigadegeneral befördert. Ab Januar 1915 führte er die 5e groupe de divisions de réserve, an deren Spitze er am 18. Februar bei Soissons in der Winterschlacht in der Champagne fiel.

## Schriften
- En territoire militaire. L'expansion française au Tonkin. Paris 1898.
- Dressage de l'infanterie en vue du combat offensif. Paris 1906.
- Deux conférences faites aux officiers de l'État-major de l'armée, février 1911. La notion de sûreté et l'engagement des grandes unités. Paris 1911.